# Decetia insignis
Decetia insignis är en fjärilsart som beskrevs av Butler 1887. Decetia insignis ingår i släktet Decetia och familjen Uraniidae. Inga underarter finns listade i Catalogue of Life.